# Ягодин, Дмитрий Николаевич
Дмитрий Николаевич Ягодин (1886—1962) — советский хозяйственный, государственный и политический деятель.

## Биография
Родился 23 августа 1886 года в селе Батурино (ныне Прибайкальский район, Бурятия).
С 1926 года — на хозяйственной, общественной и политической работе. В 1926—1960 годах — рабочий железной дороги, помощник машиниста на Восточно-Сибирской железной дороги, машинист паровозного депо станции Улан-Удэ, вместе с другим машинистом депо Семёном Дмитриевичем Асеевым инициатор соревнования за лучшую эксплуатацию локомотивов, перевыполнил норму пробега в 6 раз и добился пробега в 1756 тысяч км., сэкономил сумму средств, равную стоимости пяти паровозов.
Избирался депутатом ВС СССР 3—4 созывов.

## Память
В 1987 году за выдающиеся достижения машинистам Ягодину Д. Н и Асееву С. Д. был поставлен памятник. Памятник находится на железнодорожном вокзале, Улан-Удэ.

## Награды и звания
- Ударнику сталинского призыва
- Отличный паровозник
- Почётный железнодорожник
- Сталинская премия третьей степени (1952) — за коренные усовершенствования методов производственной работы, обеспечившие достижение высоких пробегов паровозов между ремонтами
- орден Ленина
- орден «Знак Почёта»

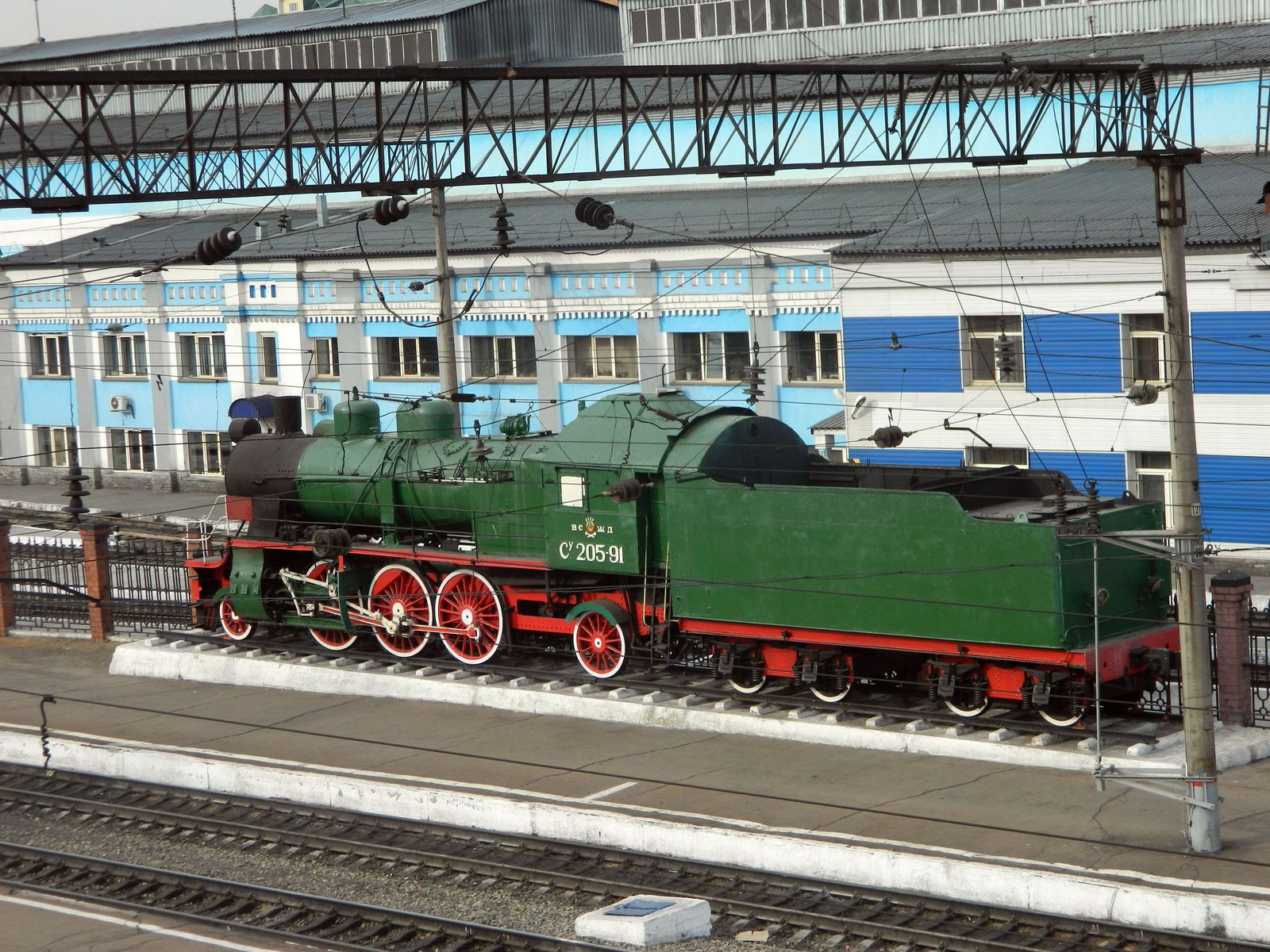
Памятник СУ205-91
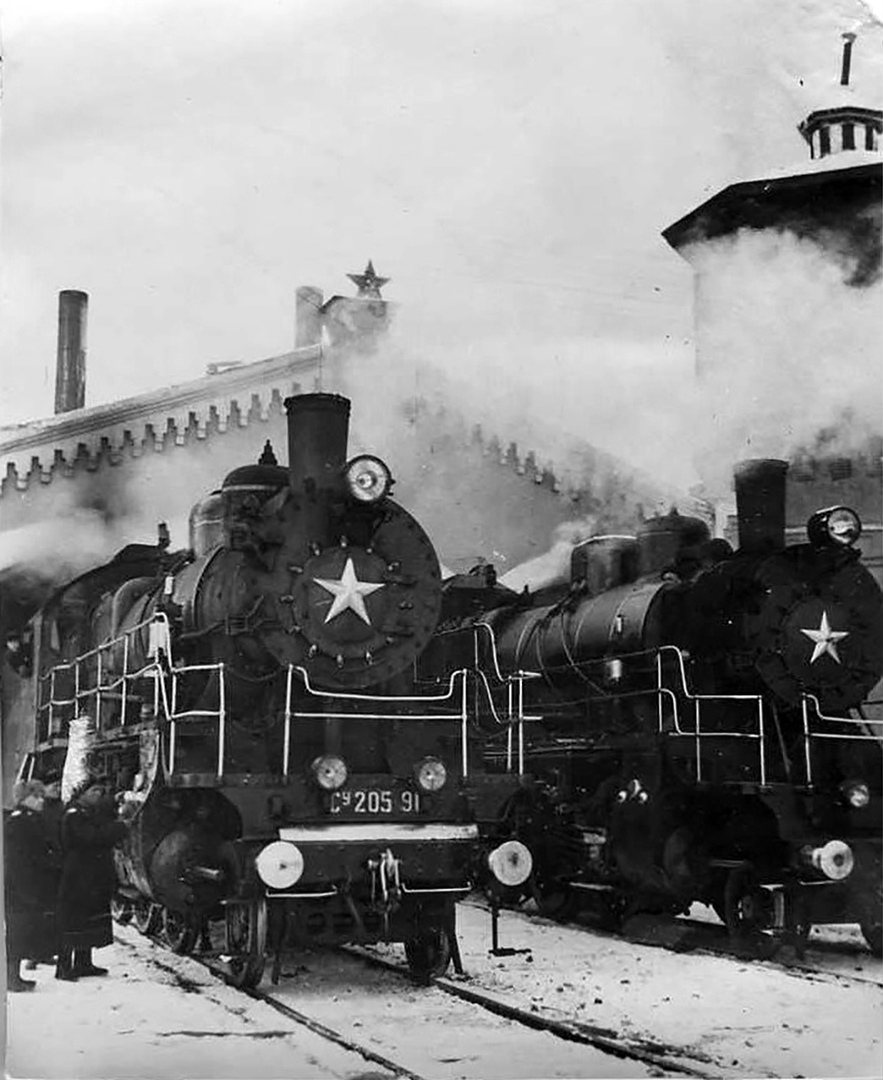
Паровоз 1-3-1 серии Су205-91. Бригада машиниста Восточно-Сибирской ж.д. Д. Н. Ягодина осматривает свой локомотив. Бурят-Монгольская АССР. 1951